# Sistema de trazabilidad
Un sistema de trazabilidad es un conjunto de disciplinas de diferente naturaleza que, coordinadas entre sí, nos permiten obtener el seguimiento de los productos a lo largo de cualquier cadena del tipo que sea.

## Características
Si entendemos como trazabilidad a: "un conjunto de procedimientos preestablecidos y autosuficientes que permiten conocer el histórico, la ubicación y la trayectoria de un producto, o lote de productos a lo largo de la cadena de suministros, en un momento dado y a través de unas herramientas determinadas", un sistema de trazabilidad deberá de estar compuesto por:
1. Sistemas de identificación
  1. Un sistema de identificación del producto unitario
  2. Un sistema de identificación del embalajes o cajas
  3. Un sistema de identificación de bultos o palets
2. Sistemas para la captura de datos
  1. Para las materias primas
  2. Para la captura de datos en planta
  3. Para la captura de datos en almacén
3. Software para la gestión de datos
  1. Capaz de imprimir etiquetas
  2. Capaz de grabar chips RFID
  3. Capaz de almacenar los datos capturados
  4. Capaz de intercambiar datos con los sistemas de gestión empresariales

## Sistemas de medición
En primer lugar definiremos lo que es un ítem, agrupaciones de items y agrupaciones de agrupaciones:
- Item: es la unidad mínima, indivisible, que tiene un sentido de venta a usuario final o de control.
- Agrupación de Items: es la unión de varios items, agrupados y unidos bajo algún tipo de embalaje y que se mueven de forma unitaria. Tiene un sentido de venta a distribuidor o intermediario.
- Agrupación de Agrupaciones: es la unión de varias agrupaciones, que se mueven juntas bajo algún tipo de embalaje y que se mueven de forma unitaria. Tiene un sentido de transporte.

Utilizaremos entonces las palabras: ITEM, CAJA Y PALET para definirlos
Los sistemas de identificación de productos, mercancías, bultos, etc., sirven para dar una matrícula a cada uno de los "items", "cajas" o "palets" de los que queramos registrar su trazabilidad, lo que nos obligará a establecer un sistema que nos permita reconocer a cada uno como único y así poder construir su trazabilidad a lo largo de la cadena. En los productos alimenticios que provienen del campo, será imprescindible conocer la procedencia, finca, partida, variedad, fecha y hora de recolección, que será asignada en el momento de recibir el producto en la zona de producción.
Para identificar productos, tanto items, cajas o palet, será necesario:
- Escoger que sistema de codificación utilizar
  - Dependerá del sector o cadena de suministro a la que pertenezcamos
  - Dependerá de la universalidad que queramos abarcar (trazabilidad interna o externa)
  - Sistemas de codificación como EPC, GS1-13, GS1-128, Code 39, u otros
- El sistema que se está imponiendo y que acabará sustituyendo al código de barras, son los TAG de RFID que a diferencia del sistema anterior, nos permite lecturas a distancias de hasta 6 metros con Etiquetas RFID pasivas y hasta 12 m. con TAG activos
- Utilizar el hardware adecuado para ello
  - Dependerá del sistema de codificación escogido
  - Dependerá de la naturaleza de nuestro producto
  - Dependerá del grado de automatización requerido
  - Utilizaremos, impresión directa, o con etiquetas, o con RFID, u otros

## Sistemas para la captura de datos
Una vez identificados los productos nos puede interesar utilizar los datos para ir añadiendo información con el fin de ir construyendo la traza de dicho producto. También nos puede interesar captar datos en un momento dado de la cadena, para conocer la información que tiene acumulada el producto.
Así, necesitaremos sistemas de captura de datos para:
- Captar información relevante para adicionar al producto
  - Dependerá del sector y de la normativa a seguir
  - Con sensores de estado como temperatura, humedad, u otros
  - Con lectores de barcodes, antenas RFID, u otros
- Captar la información del producto para actuar sobre él o saber qué es
  - Dependerá del objetivo a perseguir
  - Con lectores de códigos de barras, ópticos o lectores RFID

## Software para la gestión de datos
Si ya tenemos los productos identificados y tenemos sistemas para poder capturar datos, nos queda el que hacer con los datos capturados y como gestionarlos. Aparecen aquí los aplicativos que son capaces de guardar la traza de los productos y gestionar sus datos con múltiples fines diversos. 
Básicamente tendremos las siguientes opciones:
- Que el software de trazabilidad lo proporcione una empresa especializada en ello y que proporcione un sistema independiente del sistema de gestión empresarial
- Que el software de trazabilidad lo proporcione una empresa especializada en ello, pero que se comunique en ambos sentidos con su sistema de gestión empresarial
- Que el software de trazabilidad lo proporcione la propia empresa que desarrolla el software de gestión empresarial

Escoger cuál es el camino adecuado no es fácil, pero compañías tan importantes como Oracle, Microsoft e Intel han desarrollado sus productos para que sea posible interaccionar entre diversas plataformas informáticas, por lo que la opción por la que se decantan las grandes aplicaciones de trazabilidad como:
Algunos software de trazabilidad comerciales que utilizan las modernas Herramientas de gestión empresarial Dipole Trace Suite, Arballon Business Software, IBM, webMethods, Tibco, Oat Systems, SAP, RedPrairie, HighJump, Logility, EDS,XiD, TAI.

## Datos a registrar
Los datos que tenemos que registrar para obtener la trazabilidad de cualquier producto, dependen de qué tipo de producto, en que sector nos movamos y cuáles son los requerimientos del usuario final. Tampoco tendremos que olvidar las legislaciones vigentes en materia de trazabilidad y seguridad de los productos que rigen en el mercado donde deben ir destinados los productos.